# Naltriben
Naltriben je potentan i selektivan antagonist delta opioidnog receptora, koji se koristi u naučnim istraživanjima. On ima slične efekte sa δ antagonistom naltrindolom koji je u široj upotrebi. Naltriben ima različit afinitet vezivanja za δ1 i δ2 tipove, iz kog razloga je koristan u određivanju osobina receptorskih izofromi. On takođe deluje kao κ-opioidni agonist u visokim dozama.

## Spoljašnje veze
|  | Molimo Vas, obratite pažnju na važno upozorenje u vezi sa temama iz oblasti medicine (zdravlja). |